# شيرلي فالنتين (فلم)
شيرلي فالنتين (بالإنجليزية: Shirley Valentine) هو فيلم درامي رومانسي بريطاني تم إنتاجه عام 1989، من إنتاج وإخراج لويس جيلبرت، ومن سيناريو ويلي راسل، يستند السيناريو إلى مسرحية تحمل نفس العنوان عام 1986، الفيلم من بطولة بولين كولينز التي تلعب دور شيرلي، وتوم كونتي الذي يلعب دور كوستاس ديميترياديس.

## فريق التمثيل الرئيسي
- بولين كولينز في دور شيرلي فالنتين-برادشو
- توم كونتي بدور كوستاس ديمترياديس
- جوليا ماكنزي في دور جيليان
- أليسون ستيدمان في دور جان
- جوانا لوملي بدور مارجوري ماجورز
- سيلفيا سيمز في دور مديرة المدرسة
- برنارد هيل في دور جو برادشو
- جورج كوستيجان في دور دوجي
- آنا كيفيني بدور جانيت
- تراسي بينيت في دور ميلاندرا برادشو
- كين شاروك في دور سيدني
- كارين كريج في دور ثيلما
- جاريث جيفرسون في دور بريان برادشو
- جيليان كيرني
- كاثرين دنكان

## روابط خارجية
- شيرلي فالنتين على موقع IMDb (الإنجليزية)
- شيرلي فالنتين على موقع روتن توميتوز (الإنجليزية)
- شيرلي فالنتين على موقع ألو سيني (الفرنسية)
- شيرلي فالنتين على موقع Turner Classic Movies (الإنجليزية)
- شيرلي فالنتين على موقع أول موفي (الإنجليزية)
- شيرلي فالنتين على موقع بوكس أوفيس موجو (الإنجليزية)
- شيرلي فالنتين على موقع فيلمافينيتي (الإسبانية)
- شيرلي فالنتين على موقع قاعدة بيانات الأفلام السويدية (السويدية)
- شيرلي فالنتين على موقع قاعدة بيانات الفيلم (الإنجليزية)
- شيرلي فالنتين على موقع ليتربوكسد (الإنجليزية)